# Museo delle arti e tradizioni popolari (Monte Sant'Angelo)
Il Museo di arti e tradizioni popolari del Gargano (conosciuto anche come Museo Tancredi) è un museo situato a Monte Sant'Angelo, comune della Puglia.

## Storia
Fu fondato nel 1925 dallo storico Giovanni Tancredi. Esso è situato nell'antico convento francescano del XIV secolo. La sua attuale sistemazione, realizzata dall'arch. Pietro Batini sotto la direzione scientifica di Giovanni Battista Bronzini, è stata concepita in modo da consentire l'esposizione di un materiale tipologicamente vario, rappresentativo dell'intero  territorio garganico.

## Descrizione
Nel museo sono custoditi costumi, arredi, oggetti di lavoro, prodotti di artigianato e oreficerie che testimoniano l'arte, la vita e il lavoro delle popolazioni del Gargano; i materiali in gran parte sono stati raccolti dall'etnologo e storico Tancredi. L'esposizione risulta dinamica e, secondo un'impostazione narrativa, si dispone ad un  ricambio continuo e movimento espositivo di momenti e aspetti della vita e del lavoro delle classi più povere nelle loro varie trasformazioni.